# La Guerche
La Guerche é uma comuna francesa na região administrativa do Centro, no departamento Indre-et-Loire. Estende-se por uma área de 5,27 km². Em 2010 a comuna tinha 178 habitantes (densidade: 33,8 hab./km²).